# Тунис на летних Олимпийских играх 2016
Тунис на летних Олимпийских играх 2016 года будет представлен как минимум в семнадцати видах спорта.

## Медали
| Бронза |                |                                             |            |
| №      | Спортсмены     | Вид спорта (дисциплина)                     | Дата       |
| 1      | Инес Бубакри   | Фехтование (индивидуальная рапира, женщины) | 10 августа |
| 2      | Марва Амри     | Борьба (вольная, до 58 кг, женщины)         | 17 августа |
| 3      | Уссама Уэслати | Тхэквондо (до 80 кг, мужчины)               | 19 августа |

## Состав сборной
Академическая гребля
1. Мохаммед Тайеб
2. Хадижа Крими
3. Нур Эль-Худа Эттаиб

 Бокс
1. Билель Мхадми
2. Хассен Шактами

 Борьба
Вольная борьба
1. Мохамед Саадауи
2. Радуан Шебби
3. Марва Амри
4. Хела Риаби

Велоспорт
 Шоссейный велоспорт
1. Али Нуисри

 Гандбол
1. Амине Баннур
2. Мохамед Али Бар
3. Уссама Буганми
4. Ваэль Жаллуз
5. Мохамед Маареф
6. Маруэн Маггаиз
7. Макрам Миссауи
8. Собхи Сайед
9. Мохамед Сусси
10. Иссам Теж
11. Аймен Туми
12. Аймен Хаммед
13. Уссама Хосни
14. Маруан Шуйреф
15. Халид Хадж Юссеф

Гребля на байдарках и каноэ
 Гребля на гладкой воде
1. Мохамед Мрабет
2. Халед Хусин
3. Алеф Бен Исмаил

 Дзюдо
1. Файсел Джабаллах
2. Хела Аяри
3. Уда Милед
4. Ниэль Шейх Руу

 Лёгкая атлетика
1. Амор Бен Яхия
2. Атеф Саад
3. Мохамед Сгайер
4. Хассанин Себей
5. Виссем Хосни
6. Хабиба Гриби
7. Шаинез Насри

 Настольный теннис
1. Сафа Саидани

 Парусный спорт
1. Юссеф Акрут
2. Хеди Гарби
3. Инес Гмати
4. Рихаб Хаммами

 Плавание
1. Ахмед Матлути
2. Усама Меллули

 Пляжный волейбол
1. Хоаиб Бельхадж
2. Мохамед Насёр

 Стрельба
1. Олфа Шарни

 Теннис
1. Малик Джазири
2. Унс Джабир

 Тхэквондо
- Квота 1
- Квота 2

 Тяжёлая атлетика
- Квота 1
- Квота 2

 Фехтование
- Мохаммед Фержани
- Фарес Фержани
- Азза Бесбес
- Сарра Бесбес
- Инес Бубакри

## Результаты соревнований

### Академическая гребля
В следующий раунд из каждого заезда проходят несколько лучших экипажей (в зависимости от дисциплины). В отборочный заезд попадают спортсмены, выбывшие в предварительном раунде. В финал A выходят 6 сильнейших экипажей, остальные разыгрывают места в утешительных финалах B-F.
Мужчины
| Соревнование | Спортсмены     | Предварительный заезд | Предварительный заезд | Предварительный заезд | Отборочный заезд | Отборочный заезд | Отборочный заезд | Четвертьфинал | Четвертьфинал | Четвертьфинал | Полуфинал     | Полуфинал     | Полуфинал     | Финал   | Финал   | Итоговое место |
| Соревнование | Спортсмены     | Заезд                 | Время                 | Место                 | Заезд            | Время            | Место            | Заезд         | Время         | Место         | Заезд         | Время         | Место         | Время   | Место   | Итоговое место |
| ------------ | -------------- | --------------------- | --------------------- | --------------------- | ---------------- | ---------------- | ---------------- | ------------- | ------------- | ------------- | ------------- | ------------- | ------------- | ------- | ------- | -------------- |
| одиночки     | Мохаммед Тайеб | 6                     | 7:37,95               | 4                     | 3                | 7:27,18          | 4                | не участвовал | не участвовал | не участвовал | Полуфинал E/F | Полуфинал E/F | Полуфинал E/F | Финал E | Финал E | 27             |
| одиночки     | Мохаммед Тайеб | 6                     | 7:37,95               | 4                     | 3                | 7:27,18          | 4                | не участвовал | не участвовал | не участвовал | 1             | 8:02,05       | 2             | 7:53,36 | 3       | 27             |

Женщины
| Соревнование              | Спортсмены                       | Предварительный заезд | Предварительный заезд | Предварительный заезд | Отборочный заезд | Отборочный заезд | Отборочный заезд | Четвертьфинал | Четвертьфинал | Четвертьфинал | Полуфинал     | Полуфинал     | Полуфинал     | Финал | Финал | Итоговое место |
| Соревнование              | Спортсмены                       | Заезд                 | Время                 | Место                 | Заезд            | Время            | Место            | Заезд         | Время         | Место         | Заезд         | Время         | Место         | Время | Место | Итоговое место |
| ------------------------- | -------------------------------- | --------------------- | --------------------- | --------------------- | ---------------- | ---------------- | ---------------- | ------------- | ------------- | ------------- | ------------- | ------------- | ------------- | ----- | ----- | -------------- |
| двойки парные, лёгкий вес | Хадижа Крими Нур Эль-Худа Эттаиб | 3                     | 7:43,33               | 5                     | 2                | 8:33,49          | 6                | не проводится | не проводится | не проводится | Полуфинал C/D | Полуфинал C/D | Полуфинал C/D | Финал | Финал |                |
| двойки парные, лёгкий вес | Хадижа Крими Нур Эль-Худа Эттаиб | 3                     | 7:43,33               | 5                     | 2                | 8:33,49          | 6                | не проводится | не проводится | не проводится |               |               |               |       |       |                |

### Бокс
Квоты, завоёванные спортсменами являются именными. Если от одной страны путёвки на Игры завоюют два и более спортсмена, то право выбора боксёра предоставляется национальному Олимпийскому комитету. Соревнования по боксу проходят по системе плей-офф. Для победы в олимпийском турнире боксёру необходимо одержать либо четыре, либо пять побед в зависимости от жеребьёвки соревнований. Оба спортсмена, проигравшие в полуфинальных поединках, становятся обладателями бронзовых наград.
Мужчины
| Категория | Спортсмены     | Первый раунд       | Второй раунд          | Четвертьфинал        | Полуфинал            | Финал                | Место                |
| Категория | Спортсмены     | Соперник Результат | Соперник Результат    | Соперник Результат   | Соперник Результат   | Соперник Результат   | Место                |
| --------- | -------------- | ------------------ | --------------------- | -------------------- | -------------------- | -------------------- | -------------------- |
| до 56 кг  | Билель Мхадми  |                    |                       |                      |                      |                      |                      |
| до 91 кг  | Хассен Шактами | не участвовал      | ITAК. Руссо (8) П 0:3 | завершил выступление | завершил выступление | завершил выступление | завершил выступление |

### Борьба
В соревнованиях по борьбе, как и на предыдущих трёх Играх, будет разыгрываться 18 комплектов наград. По 6 у мужчин в вольной и греко-римской борьбе и 6 у женщин в вольной борьбе. Турнир пройдёт по олимпийской системе с выбыванием. В утешительный раунд попадают участники, проигравшие в своих поединках будущим финалистам соревнований. Каждый поединок состоит из двух раундов по 3 минуты, победителем становится спортсмен, набравший большее количество технических очков. По окончании схватки, в зависимости от результатов спортсменам начисляются классификационные очки.
Мужчины
Вольная борьба
| Соревнование | Спортсмены      | Первый раунд       | 1/8 финала         | Четвертьфинал      | Полуфинал          | Финал              | Место |
| Соревнование | Спортсмены      | Соперник Результат | Соперник Результат | Соперник Результат | Соперник Результат | Соперник Результат | Место |
| ------------ | --------------- | ------------------ | ------------------ | ------------------ | ------------------ | ------------------ | ----- |
| до 86 кг     | Мохамед Саадауи |                    |                    |                    |                    |                    |       |
| до 125 кг    | Радуан Шебби    |                    |                    |                    |                    |                    |       |

Женщины
Вольная борьба
| Соревнование | Спортсмены | Первый раунд       | 1/8 финала         | Четвертьфинал      | Полуфинал          | Финал              | Место |
| Соревнование | Спортсмены | Соперник Результат | Соперник Результат | Соперник Результат | Соперник Результат | Соперник Результат | Место |
| ------------ | ---------- | ------------------ | ------------------ | ------------------ | ------------------ | ------------------ | ----- |
| до 58 кг     | Марва Амри |                    |                    |                    |                    |                    |       |
| до 63 кг     | Хела Риаби |                    |                    |                    |                    |                    |       |

### Велоспорт

#### Шоссейный велоспорт
Мужчины
| Соревнование    | Спортсмены  | Время | Место | Отставание |
| --------------- | ----------- | ----- | ----- | ---------- |
| групповая гонка | Али Науисри | DNF   | DNF   | DNF        |

### Водные виды спорта

#### Плавание
В следующий раунд на каждой дистанции проходят спортсмены, показавшие лучший результат, независимо от места, занятого в своём заплыве.
Мужчины
| Дистанция                        | Спортсмены    | Предварительный раунд | Предварительный раунд | Предварительный раунд | Полуфинал            | Полуфинал            | Полуфинал            | Финал                | Финал                |
| Дистанция                        | Спортсмены    | Заплыв                | Результат             | Место                 | Заплыв               | Результат            | Место                | Результат            | Место                |
| -------------------------------- | ------------- | --------------------- | --------------------- | --------------------- | -------------------- | -------------------- | -------------------- | -------------------- | -------------------- |
| 200 метров вольным стилем        | Ахмед Матлути | 2                     | 1:50,39               | 41                    | завершил выступление | завершил выступление | завершил выступление | завершил выступление | завершил выступление |
| 400 метров вольным стилем        | Ахмед Матлути | 2                     | 3:52,00               | 35                    | не проводится        | не проводится        | не проводится        | завершил выступление | завершил выступление |
| 1500 метров вольным стилем       | Усама Меллули |                       |                       |                       | не проводится        | не проводится        | не проводится        |                      |                      |
| 200 метров комплексным плаванием | Ахмед Матлути | 1                     | 2:04,95               | 27                    | завершил выступление | завершил выступление | завершил выступление | завершил выступление | завершил выступление |

Открытая вода
| Дистанция     | Спортсмены    | Результат | Место | Отставание |
| ------------- | ------------- | --------- | ----- | ---------- |
| 10 километров | Усама Меллули |           |       |            |

### Волейбол

#### Пляжный волейбол
Мужчины
| Соревнование | Спортсмены                   | Групповой этап                            | Групповой этап                         | Групповой этап                | Групповой этап | 1/8 финала     | Четвертьфинал  | Полуфинал      | Финал          | Место |
| Соревнование | Спортсмены                   | Соперники Счёт                            | Соперники Счёт                         | Соперники Счёт                | Место          | Соперники Счёт | Соперники Счёт | Соперники Счёт | Соперники Счёт | Место |
| ------------ | ---------------------------- | ----------------------------------------- | -------------------------------------- | ----------------------------- | -------------- | -------------- | -------------- | -------------- | -------------- | ----- |
| мужчины      | Мохамед Насёр Хоаиб Бельхадж | Группа C                                  | Группа C                               | Группа C                      | Группа C       |                |                |                |                |       |
| мужчины      | Мохамед Насёр Хоаиб Бельхадж | USAФ. Дэлхоссер / Н. Лусена П 7:21, 13:21 | ITAД. Лупо / П. Николаи П 17:21, 13:21 | MEXЛ. Онтиверос / Х. Вирхен : |                |                |                |                |                |       |

### Гандбол

#### Мужчины
Мужская сборная Туниса пробилась на Игры, заняв второе место в олимпийском квалификационном турнире, проходившем с 8 по 10 апреля 2016 года в Ergo Arena, которая расположена на границе городов Сопот и Гданьск в Польше.
Состав
Результаты
Групповой этап (Группа A)
| Место | Команда   | И | В | Н | П | ГЗ  | ГП  | +/- | Очки |
| ----- | --------- | - | - | - | - | --- | --- | --- | ---- |
| 1     | Хорватия  | 5 | 4 | 0 | 1 | 147 | 134 | +13 | 8    |
| 2     | Франция   | 5 | 4 | 0 | 1 | 152 | 126 | +26 | 8    |
| 3     | Дания     | 5 | 3 | 0 | 2 | 136 | 127 | +9  | 6    |
| 4     | Катар     | 5 | 2 | 1 | 2 | 122 | 127 | -5  | 5    |
| 5     | Аргентина | 5 | 1 | 0 | 4 | 110 | 126 | -16 | 2    |
| 6     | Тунис     | 5 | 0 | 1 | 4 | 118 | 145 | -27 | 1    |

| 2016-08-7 19:50 UTC-3 | Франция        | 25:23   | Тунис         | Арена ду Футуру, Рио-де-Жанейро Зрителей: 6058 Судьи: Гайпель, Хельбиг (GER) |
| 2016-08-7 19:50 UTC-3 | Кантен Маэ — 5 | (16:11) | 6 — Иссам Теж | Арена ду Футуру, Рио-де-Жанейро Зрителей: 6058 Судьи: Гайпель, Хельбиг (GER) |
| 2016-08-7 19:50 UTC-3 | 1× 3×          | Отчёт   | 6× 4×         | Арена ду Футуру, Рио-де-Жанейро Зрителей: 6058 Судьи: Гайпель, Хельбиг (GER) |

| 2016-08-9 14:40 UTC-3 | Тунис            | 23:31             | Дания                            | Арена ду Футуру, Рио-де-Жанейро Зрителей: 5800 Судьи: Пинто, Менезес (BRA) |
| 2016-08-9 14:40 UTC-3 | Ваэль Жаллуз — 5 | (10:16)           | 8 — Каспер Мортенсен, Лассе Сван | Арена ду Футуру, Рио-де-Жанейро Зрителей: 5800 Судьи: Пинто, Менезес (BRA) |
| 2016-08-9 14:40 UTC-3 | 2× 1×            | Статистика, Отчёт | 3×                               | Арена ду Футуру, Рио-де-Жанейро Зрителей: 5800 Судьи: Пинто, Менезес (BRA) |

| 2016-08-11 09:30 UTC-3 | Тунис | − : − | Катар | Фьючер Арена, Рио-де-Жанейро |
| 2016-08-11 09:30 UTC-3 |       |       |       | Фьючер Арена, Рио-де-Жанейро |
| 2016-08-11 09:30 UTC-3 |       |       |       | Фьючер Арена, Рио-де-Жанейро |

| 2016-08-13 21:50 UTC-3 | Аргентина | − : − | Тунис | Фьючер Арена, Рио-де-Жанейро |
| 2016-08-13 21:50 UTC-3 |           |       |       | Фьючер Арена, Рио-де-Жанейро |
| 2016-08-13 21:50 UTC-3 |           |       |       | Фьючер Арена, Рио-де-Жанейро |

| 2016-08-15 19:50 UTC-3 | Хорватия | − : − | Тунис | Фьючер Арена, Рио-де-Жанейро |
| 2016-08-15 19:50 UTC-3 |          |       |       | Фьючер Арена, Рио-де-Жанейро |
| 2016-08-15 19:50 UTC-3 |          |       |       | Фьючер Арена, Рио-де-Жанейро |

### Гребля на байдарках и каноэ

#### Гребля на гладкой воде
Соревнования по гребле на байдарках и каноэ на гладкой воде проходят в лагуне Родригу-ди-Фрейташ, которая находится на территории города Рио-де-Жанейро. В каждой дисциплине соревнования проходят в три этапа: предварительный раунд, полуфинал и финал.
Мужчины
| Соревнование                   | Спортсмены     | Предварительный раунд | Предварительный раунд | Предварительный раунд | Полуфинал | Полуфинал | Полуфинал | Финал | Финал | Итоговое место |
| Соревнование                   | Спортсмены     | Заплыв                | Время                 | Место                 | Заплыв    | Время     | Место     | Время | Место | Итоговое место |
| ------------------------------ | -------------- | --------------------- | --------------------- | --------------------- | --------- | --------- | --------- | ----- | ----- | -------------- |
| байдарки-одиночки, 1000 метров | Мохамед Мрабет |                       |                       |                       |           |           |           |       |       |                |
| каноэ-одиночки, 200 метров     | Халед Хусин    |                       |                       |                       |           |           |           |       |       |                |

Женщины
| Соревнование                  | Спортсмены      | Предварительный раунд | Предварительный раунд | Предварительный раунд | Полуфинал | Полуфинал | Полуфинал | Финал | Финал | Итоговое место |
| Соревнование                  | Спортсмены      | Заплыв                | Время                 | Место                 | Заплыв    | Время     | Место     | Время | Место | Итоговое место |
| ----------------------------- | --------------- | --------------------- | --------------------- | --------------------- | --------- | --------- | --------- | ----- | ----- | -------------- |
| байдарки-одиночки, 500 метров | Алеф Бен Исмаил |                       |                       |                       |           |           |           |       |       |                |

### Дзюдо
Соревнования по дзюдо проводились по системе с выбыванием. В утешительные раунды попадали спортсмены, проигравшие полуфиналистам турнира. Два спортсмена, одержавших победу в утешительном раунде, в поединке за бронзу сражались с дзюдоистами, проигравшими в полуфинале.
Мужчины
| Категория    | Спортсмены       | 1/32 финала        | 1/16 финала        | 1/8 финала         | Четвертьфинал      | Полуфинал          | Финал              | Место |
| Категория    | Спортсмены       | Соперник Результат | Соперник Результат | Соперник Результат | Соперник Результат | Соперник Результат | Соперник Результат | Место |
| ------------ | ---------------- | ------------------ | ------------------ | ------------------ | ------------------ | ------------------ | ------------------ | ----- |
| свыше 100 кг | Файсел Джабаллах |                    |                    |                    |                    |                    |                    |       |

Женщины
| Категория   | Спортсмены     | 1/16 финала            | 1/8 финала              | Четвертьфинал         | Полуфинал             | Финал                 | Место |
| Категория   | Спортсмены     | Соперник Результат     | Соперник Результат      | Соперник Результат    | Соперник Результат    | Соперник Результат    | Место |
| ----------- | -------------- | ---------------------- | ----------------------- | --------------------- | --------------------- | --------------------- | ----- |
| до 52 кг    | Хела Аяри      | не участвовала         | BRAЭ. Миранда П 000:100 | завершила выступление | завершила выступление | завершила выступление | 9     |
| до 70 кг    | Уда Милед      | GBRС. Конуэй П 000:100 | завершила выступление   | завершила выступление | завершила выступление | завершила выступление | 17    |
| свыше 78 кг | Ниэль Шейх Руу |                        |                         |                       |                       |                       |       |

### Лёгкая атлетика
Мужчины
Беговые дисциплины
| Дисциплина                         | Спортсмен      | Предварительный раунд | Предварительный раунд | Предварительный раунд | Четвертьфиналы | Четвертьфиналы | Четвертьфиналы | Полуфиналы    | Полуфиналы    | Полуфиналы    | Финал | Финал |
| Дисциплина                         | Спортсмен      | Забег                 | Время                 | Место                 | Забег          | Время          | Место          | Забег         | Время         | Место         | Время | Место |
| ---------------------------------- | -------------- | --------------------- | --------------------- | --------------------- | -------------- | -------------- | -------------- | ------------- | ------------- | ------------- | ----- | ----- |
| бег на 3000 метров с препятствиями | Амор Бен Яхия  |                       |                       |                       | не проводится  | не проводится  | не проводится  | не проводится | не проводится | не проводится |       |       |
| бег на 400 метров с барьерами      | Мохамед Сгайер |                       |                       |                       | не проводится  | не проводится  | не проводится  |               |               |               |       |       |

Шоссейные дисциплины
| Дисциплина              | Спортсмен      | Время | Место | Отставание |
| ----------------------- | -------------- | ----- | ----- | ---------- |
| марафон                 | Виссем Хосни   |       |       |            |
| марафон                 | Атеф Саад      |       |       |            |
| ходьба на 20 километров | Хассанин Себей |       |       |            |

Женщины
Беговые дисциплины
| Дисциплина                         | Спортсмен    | Предварительный раунд | Предварительный раунд | Предварительный раунд | Четвертьфиналы | Четвертьфиналы | Четвертьфиналы | Полуфиналы    | Полуфиналы    | Полуфиналы    | Финал | Финал |
| Дисциплина                         | Спортсмен    | Забег                 | Время                 | Место                 | Забег          | Время          | Место          | Забег         | Время         | Место         | Время | Место |
| ---------------------------------- | ------------ | --------------------- | --------------------- | --------------------- | -------------- | -------------- | -------------- | ------------- | ------------- | ------------- | ----- | ----- |
| бег на 3000 метров с препятствиями | Хабиба Гриби |                       |                       |                       | не проводится  | не проводится  | не проводится  | не проводится | не проводится | не проводится |       |       |

Шоссейные дисциплины
| Дисциплина              | Спортсмен    | Время | Место | Отставание |
| ----------------------- | ------------ | ----- | ----- | ---------- |
| ходьба на 20 километров | Шаинез Насри |       |       |            |

### Настольный теннис
Соревнования по настольному теннису проходили по системе плей-офф. Каждый матч продолжался до тех пор, пока один из теннисистов не выигрывал 4 партии. Сильнейшие 16 спортсменов начинали соревнования с третьего раунда, следующие 16 по рейтингу стартовали со второго раунда.
Женщины
| Соревнование     | Спортсмены   | Квалификация       | Первый раунд          | Второй раунд          | Третий раунд          | 1/8 финала            | 1/4 финала            | Полуфинал             | Финал                 |
| Соревнование     | Спортсмены   | Соперник Результат | Соперник Результат    | Соперник Результат    | Соперник Результат    | Соперник Результат    | Соперник Результат    | Соперник Результат    | Соперник Результат    |
| ---------------- | ------------ | ------------------ | --------------------- | --------------------- | --------------------- | --------------------- | --------------------- | --------------------- | --------------------- |
| одиночный разряд | Сафа Саидани | EGYД. Мешреф П 0:4 | Завершила выступление | Завершила выступление | Завершила выступление | Завершила выступление | Завершила выступление | Завершила выступление | Завершила выступление |

### Парусный спорт
Соревнования по парусному спорту в каждом из классов состояли из 10 или 12 гонок. Каждую гонку спортсмены начинали с общего старта. Победителем становился экипаж, первым пересекший финишную черту. Количество очков, идущих в общий зачёт, соответствовало занятому командой месту. 10 лучших экипажей по результатам предварительных заплывов попадали в медальную гонку, результаты которой также шли в общий зачёт. В медальной гонке, очки, полученные экипажем удваивались. В случае если участник соревнований не смог завершить гонку ему начислялось количество очков, равное количеству участников плюс один. При итоговом подсчёте очков не учитывался худший результат, показанный экипажем в одной из гонок. Сборная, набравшая наименьшее количество очков, становится олимпийским чемпионом.
Мужчины
| Класс | Спортсмены  | Гонка | Гонка | Гонка | Гонка | Гонка | Гонка | Гонка | Гонка | Гонка | Гонка | Гонка         | Гонка         | Гонка         | Очки | Место |
| Класс | Спортсмены  | 1     | 2     | 3     | 4     | 5     | 6     | 7     | 8     | 9     | 10    | 11            | 12            | M             | Очки | Место |
| ----- | ----------- | ----- | ----- | ----- | ----- | ----- | ----- | ----- | ----- | ----- | ----- | ------------- | ------------- | ------------- | ---- | ----- |
| Лазер | Юссеф Акрут | 21    | 29    | 34    | 26    | 38    | 32    | 37    | 35    | 16    | 27    | не проводится | не проводится | не участвовал | 257  | 34    |

Женщины
| Класс        | Спортсменки | Гонка | Гонка | Гонка | Гонка | Гонка | Гонка | Гонка | Гонка | Гонка | Гонка | Гонка         | Гонка         | Гонка          | Очки | Место |
| Класс        | Спортсменки | 1     | 2     | 3     | 4     | 5     | 6     | 7     | 8     | 9     | 10    | 11            | 12            | M              | Очки | Место |
| ------------ | ----------- | ----- | ----- | ----- | ----- | ----- | ----- | ----- | ----- | ----- | ----- | ------------- | ------------- | -------------- | ---- | ----- |
| Лазер Радиал | Инес Гмати  | 28    | 23    | 31    | 23    | 21    | 31    | 19    | 28    | 31    | 34    | не проводится | не проводится | не участвовала | 235  | 30    |

Открытый класс
Соревнования в олимпийском классе катамаранов Накра 17 дебютировали в программе летних Олимпийских игр. Каждый экипаж был представлен смешанным дуэтом яхтсменов.
| Класс    | Спортсмены               | Гонка | Гонка  | Гонка | Гонка  | Гонка | Гонка | Гонка | Гонка | Гонка | Гонка | Гонка | Гонка | Гонка          | Очки | Место |
| Класс    | Спортсмены               | 1     | 2      | 3     | 4      | 5     | 6     | 7     | 8     | 9     | 10    | 11    | 12    | M              | Очки | Место |
| -------- | ------------------------ | ----- | ------ | ----- | ------ | ----- | ----- | ----- | ----- | ----- | ----- | ----- | ----- | -------------- | ---- | ----- |
| Накра 17 | Хеди Гарби Рихаб Хаммами | 18    | 21 UFD | 18    | 21 DNF | 19    | 20    | 20    | 18    | 20    | 19    | 18    | 20    | не участвовали | 211  | 20    |

### Стрельба
В январе 2013 года Международная федерация спортивной стрельбы приняла новые правила проведения соревнований на 2013—2016 года, которые, в частности, изменили порядок проведения финалов. Во многих дисциплинах спортсмены, прошедшие в финал, теперь начинают решающий раунд без очков, набранных в квалификации, а финал проходит по системе с выбыванием. Также в финалах после каждого раунда стрельбы из дальнейшей борьбы выбывает спортсмен с наименьшим количеством баллов. В скоростном пистолете решающие поединки проходят по системе попал-промах. В стендовой стрельбе добавился полуфинальный раунд, где определяются по два участника финального матча и поединка за третье место.
Женщины
| Соревнование                       | Спортсмены | Квалификация | Квалификация | Полуфинал             | Полуфинал             | Финал                 | Финал                 |
| Соревнование                       | Спортсмены | Результат    | Место        | Результат             | Место                 | Соперник/ Результат   | Место                 |
| ---------------------------------- | ---------- | ------------ | ------------ | --------------------- | --------------------- | --------------------- | --------------------- |
| пневматический пистолет, 10 метров | Олфа Шарни | 384          | 9            | не проводится         | не проводится         | завершила выступление | завершила выступление |
| пистолет, 25 метров                | Олфа Шарни | DNF          | 40           | завершила выступление | завершила выступление | завершила выступление | завершила выступление |

### Теннис
Соревнования пройдут на кортах олимпийского теннисного центра. Теннисные матчи будут проходить на кортах с твёрдым покрытием DecoTurf, на которых также проходит и Открытый чемпионат США.
Мужчины
| Соревнование     | Спортсмены    | 1/32 финала                         | 1/16 финала          | 1/8 финала           | Четвертьфинал        | Полуфинал            | Финал                | Место                |
| Соревнование     | Спортсмены    | Соперник Результат                  | Соперник Результат   | Соперник Результат   | Соперник Результат   | Соперник Результат   | Соперник Результат   | Место                |
| ---------------- | ------------- | ----------------------------------- | -------------------- | -------------------- | -------------------- | -------------------- | -------------------- | -------------------- |
| одиночный разряд | Малик Джазири | FRAЖ.-В. Тсонга (5) П 6:4, 5:7, 3:6 | Завершил выступление | Завершил выступление | Завершил выступление | Завершил выступление | Завершил выступление | Завершил выступление |

Женщины
| Соревнование     | Спортсмены | 1/32 финала                      | 1/16 финала           | 1/8 финала            | Четвертьфинал         | Полуфинал             | Финал                 | Место                 |
| Соревнование     | Спортсмены | Соперник Результат               | Соперник Результат    | Соперник Результат    | Соперник Результат    | Соперник Результат    | Соперник Результат    | Место                 |
| ---------------- | ---------- | -------------------------------- | --------------------- | --------------------- | --------------------- | --------------------- | --------------------- | --------------------- |
| одиночный разряд | Унс Джабир | RUSД. Касаткина П 6:3, 64:7, 1:6 | Завершила выступление | Завершила выступление | Завершила выступление | Завершила выступление | Завершила выступление | Завершила выступление |

### Тхэквондо
Соревнования по тхэквондо проходят по системе с выбыванием. Для победы в турнире спортсмену необходимо одержать 4 победы. Тхэквондисты, проигравшие по ходу соревнований будущим финалистам, принимают участие в утешительном турнире за две бронзовые медали.
Мужчины
| Категория   | Спортсмены | Первый раунд       | Четвертьфинал      | Полуфинал          | Финал              | Место |
| Категория   | Спортсмены | Соперник Результат | Соперник Результат | Соперник Результат | Соперник Результат | Место |
| ----------- | ---------- | ------------------ | ------------------ | ------------------ | ------------------ | ----- |
| свыше 80 кг |            |                    |                    |                    |                    |       |

Женщины
| Категория | Спортсмены | Первый раунд       | Четвертьфинал      | Полуфинал          | Финал              | Место |
| Категория | Спортсмены | Соперник Результат | Соперник Результат | Соперник Результат | Соперник Результат | Место |
| --------- | ---------- | ------------------ | ------------------ | ------------------ | ------------------ | ----- |
| до 57 кг  |            |                    |                    |                    |                    |       |

### Тяжёлая атлетика
Каждый НОК самостоятельно выбирает категорию в которой выступит её тяжелоатлет. В рамках соревнований проводятся два упражнения — рывок и толчок. В каждом из упражнений спортсмену даётся 3 попытки. Победитель определяется по сумме двух упражнений. При равенстве результатов победа присуждается спортсмену, с меньшим собственным весом.
Мужчины
| Категория | Спортсмены     | Вес   | Рывок | Рывок | Рывок | Толчок | Толчок | Толчок | Всего | Место |
| Категория | Спортсмены     | Вес   | 1     | 2     | 3     | 1      | 2      | 3      | Всего | Место |
| --------- | -------------- | ----- | ----- | ----- | ----- | ------ | ------ | ------ | ----- | ----- |
| до 69 кг  | Карем бен Хниа | 68,87 | 147   | 150   | 150   | 177    | 177    | 177    | DNF   | —     |

Женщины
| Категория | Спортсмены | Вес | Рывок | Рывок | Рывок | Толчок | Толчок | Толчок | Всего | Место |
| Категория | Спортсмены | Вес | 1     | 2     | 3     | 1      | 2      | 3      | Всего | Место |
| --------- | ---------- | --- | ----- | ----- | ----- | ------ | ------ | ------ | ----- | ----- |
|           |            |     |       |       |       |        |        |        |       |       |

### Фехтование
В индивидуальных соревнованиях спортсмены сражаются три раунда по три минуты, либо до того момента, как один из спортсменов нанесёт 15 уколов. В командных соревнованиях поединок идёт 9 раундов по 3 минуты каждый, либо до 45 уколов. Если по окончании времени в поединке зафиксирован ничейный результат, то назначается дополнительная минута до «золотого» укола.
Мужчины
| Соревнование          | Спортсмены            | 1/32 финала        | 1/16 финала               | 1/8 финала           | Четвертьфинал        | Полуфинал            | Финал                | Место |
| Соревнование          | Спортсмены            | Соперник Результат | Соперник Результат        | Соперник Результат   | Соперник Результат   | Соперник Результат   | Соперник Результат   | Место |
| --------------------- | --------------------- | ------------------ | ------------------------- | -------------------- | -------------------- | -------------------- | -------------------- | ----- |
| индивидуальная рапира | Мохаммед Фержани (28) | не участвовал      | GBRД. Дэвис (5) П 7:15    | завершил выступление | завершил выступление | завершил выступление | завершил выступление | 29    |
| индивидуальная сабля  | Фарес Фержани (24)    | не проводится      | ITAА. Монтано (9) П 11:15 | завершил выступление | завершил выступление | завершил выступление | завершил выступление | 25    |

Женщины
| Соревнование          | Спортсмены       | 1/32 финала        | 1/16 финала               | 1/8 финала                 | Четвертьфинал             | Полуфинал                     | Финал                 | Место |
| Соревнование          | Спортсмены       | Соперник Результат | Соперник Результат        | Соперник Результат         | Соперник Результат        | Соперник Результат            | Соперник Результат    | Место |
| --------------------- | ---------------- | ------------------ | ------------------------- | -------------------------- | ------------------------- | ----------------------------- | --------------------- | ----- |
| индивидуальная шпага  | Сарра Бесбес (1) | не участвовала     | BRAР. Коста (33) В 15:8   | ESTЭ. Кирпу (16) В 15:11   | CHNСунь Ивэнь (8) П 11:14 | завершила выступление         | завершила выступление | 5     |
| индивидуальная рапира | Инес Бубакри (8) | не участвовала     | EGYН. Мохамед (25) В 15:4 | JPNС. Нисиока (24) В 15:10 | CANЭ. Харви (16) В 15:13  | ITAЭ. ди Франчиска (5) П 9:12 | За 3-е место          |       |
| индивидуальная рапира | Инес Бубакри (8) | не участвовала     | EGYН. Мохамед (25) В 15:4 | JPNС. Нисиока (24) В 15:10 | CANЭ. Харви (16) В 15:13  | ITAЭ. ди Франчиска (5) П 9:12 | RUSА. Шанаева (3) :   |       |
| индивидуальная сабля  | Азза Бесбес (12) | не участвовала     | AZEС. Микина (21) В 15:12 | POLМ. Козачук (28) В 15:12 | FRAМ. Брюне (20) П 14:15  | завершила выступление         | завершила выступление | 6     |